# Бовки
Бо́вки (бел. Боўкі) — деревня в составе Смолицкого сельсовета Быховского района Могилёвской области Белоруссии.

## История
Не позднее 1648 года в селе, находившемся в составе Могилевской экономии Оршанского повета ВКЛ, упоминается церковь Пресвятой Богородицы.
В 1865 году в составе Потеряевской волости Быховского уезда Могилевской губернии. В 1913 году в Малых Бовках действовала церковно-приходская школа.

## Население
- 2010 год — 25 человек.